# Алвите (Моимента-да-Бейра)
Алвите (порт. Alvite) — район (фрегезия) в Португалии, входит в округ Визеу. Является составной частью муниципалитета Моимента-да-Бейра. Находится в составе крупной городской агломерации Большое Визеу. По старому административному делению входил в провинцию Бейра-Алта. Входит в экономико-статистический субрегион Доуру, который входит в Северный регион. Население составляет 1228 человек на 2001 год. Занимает площадь 20,31 км².